# Teatro consorziale
Il Teatro consorziale è un teatro situato a Budrio, nella città metropolitana di Bologna.
Nato come teatro privato nel 1672, si trova in via Garibaldi.

## Storia

### Fondazione
Secondo il cronista Domenico Maria Baldassarri, padre servita, che tra il 1663 e il 1690 redasse le Memorie antiche di Budrio, la gioventù budriese era quasi tutta, per un'innata inclinazione, dedita al recitar nei teatri. Dovette perciò essere questo il motivo principale che spinse due privati cittadini, nella seconda metà del XVII secolo, ad erigere un teatro nelle loro rispettive abitazioni. 
Uno era il Teatro da Commedie per la gioventù, fatto costruire da Giambatista Fracassati (dotto religioso morto nel 1690), di cui assai presto si perdono le tracce. 
L'altro teatro, fatto costruire da Paolo Sgarzi nel 1672, nel suo palazzo sito in via Longa di San Domenico, è giunto fino ai giorni nostri: ricostruito negli anni 1920 è l'odierno Teatro Consorziale. Da Paolo il teatro passò al di lui figlio Giambattista, colto studioso di belle lettere e accademico Intrepido; da questi alle nipoti nel 1724. Le sorelle Sgarzi (o Sgargi) nel 1735 vendettero il teatro a Giuseppe Maria Boriani, notaio assai benestante. In quell'anno furono redatte alcune perizie fatte da mastri muratori locali, che verificarono lo stato dell'edificio. Costoro rilevarono come da molti anni il teatro fosse inutilizzato e in uno stato assai rovinoso. Nel 1793 Giuseppe Maria Boriani junior morendo lasciò in eredità tutti i suoi averi, tra cui il teatro, all'Opera Pia Bianchi. L'edificio è stato di privata proprietà fino al 1802, quando fu acquistato dalla Partecipanza. 
Nell'inventario dei beni il teatro è valutato lire 2.200; risulta inoltre dotato di scenario consistente in diverse tele e rispettive "giunte" rappresentanti: sala, atrio e giardino (valutate in tutto 400 lire). 
Ad esclusione di una notizia riportata nel foglio settimanale "Bologna", stampato da G. Monti, secondo cui il 16 ottobre 1696 fu rappresentata, del budriese Giuseppe Maria Cesari, «un'opera bellissima intitolata l'Incostanza costante, ove vi concorsero molte dame e cavalieri», nonché di un Sedecia ultimo re di Giuda del Granelli che sarebbe stato rappresentato nel carnevale 1742; nulla sappiamo di certo dell'attività svolta nel teatro in quel periodo, benché svariati indizi lasciano supporre che la struttura funzionasse. Tra questi, l'esistenza di uno scenario, come abbiamo visto, nonché di un bando "sopra il rispetto dovuto ne' teatri", datato 13 gennaio 1787, conservato presso l'archivio comunale di Budrio. 
Ad operare nel teatro furono certamente i dilettanti di comica del paese. Pare inoltre che Faustino Trebbi vi abbia prestato gratis la sua opera di pittore-scenografo. Quasi certamente vi furono date le opere del capitano e membro del Consiglio della Comunità Domenico Inzaghi (1737-1824), letterato per diletto, autore di un gran numero di tragedie e commedie, e collezionista d'arte. Il quale, dando alle stampe le sue opere nel 1806, afferma nella prefazione: «Avevano è vero i miei drammi riportato in vari incontri il plauso degli ascoltanti». 

### XIX secolo
Da quando nel 1802 il teatro diviene proprietà della Partecipanza, le vicende che lo riguardano sono ben documentate presso l'archivio comunale. I Partecipanti affidano al capo-mastro muratore Vincenzo Boriani numerosi lavori di restauro e abbellimento del teatro. Esso probabilmente acquista in tale occasione quella sobria eleganza conservata fino all'ultima completa ristrutturazione. Viene rifatto e alzato il coperto del palcoscenico e della platea, quest'ultima con la volta a padiglione; sono costruiti i tre ordini di palchi sorretti da colonne doriche e i camerini. Nel 1810 un tal Filippo Massarenti chiede alla Partecipanza il teatro gratis per cinque anni colla facoltà di subaffittarlo, impegnandosi a corredarlo di scenari: una reggia, un campidoglio, una strada ed una magnifica camera, che saranno dipinti dal budriese Francesco Cocchi entro il carnevale del 1811. Così in effetti dovette essere, poiché nel 1811 il Cocchi si trasferì a Roma. 
Nell'inventario, compilato nel 1815, degli effetti esistenti nel teatro, appare assai ricco il corredo di scena, tra cui figura appunto un campidoglio, un bosco, pezzi per un castello con torre e quinta di una camera non terminata.
Un'altra consistente quote di opere di risistemazione della sala teatrale e del palcoscenico viene effettuata tra il 1837 e il 1838, inoltre si dà incarico al pittore budriese Luigi Sacchi di dipingere nuovi scenari: un villaggio, una piazza, un bosco e una reggia. In un inventario del 1839 sono menzionate anche tre macchine per fingere il tuono, la pioggia e il vento. Altri scenari ancora vengono fatti nel 1841 e nel 1855, questi ultimi dipinti da un tale Marini, segno evidente di un'intensa attività. Sulle scene si alternano dilettanti budriesi, compagnie di giro e filodrammatiche bolognesi. Si recitano commedie e tragedie, si fanno accademie vocali e musicali e spettacoli di vario genere, immancabili i veglioni di carnevale. Gli spettacoli si susseguono in modo più o meno regolare nell'arco dell'anno, con maggiore frequenza in carnevale e in occasione della fiera di San Lorenzo. 

### XX secolo
Durante la prima guerra mondiale il teatro fu concesso per alloggiarvi i militari e usato come deposito per i fiori di tiglio. Dal 1920 fu adibito anche a sala cinematografica, inoltre vi si tennero comizi e adunanze: qui parlarono più volte Quirico Filopanti, Andrea Costa e Aurelio Saffi. 
Negli anni 1922-1923 il teatro viene dichiarato inservibile, privato dell'impianto di illuminazione, arredi e scenari, e ne è vietata l'apertura. Pertanto si rende necessaria la ricostruzione del teatro, il Consiglio della Partecipanza delibera in tal senso nel marzo 1923. Nel giugno successivo viene pubblicato il concorso a tal fine bandito le cui norme sono dettate dall'ingegnere Lorenzo Colliva. Risulterà vincitore il progetto redatto dal geometra Francesco Fabbri di Budrio e dall'architetto Fausto Fiumalbi di Bologna. Con i proventi ricavati soprattutto dalla vendita di una tenuta consorziale e altri beni immobili, nonché con la partecipazione dell'Amministrazione Comunale è resa possibile la costruzione del nuovo e assai più ampio teatro.
La sala, realizzata tra l'ottobre 1924 e il 1928, ha pianta a campana, due ordini di gallerie rette da sottili pilastrini in ghisa, e una terza balconata che affianca lateralmente la vasta gradinata centrale del secondo ordine. Le sobrie decorazioni, policrome e dorate, di ispirazione neoclassica sono eseguite dal pittore Armando Aldrovandi. L'inaugurazione avvenne il 6 ottobre 1928 con La Gioconda di Amilcare Ponchielli. 
Sciolta la Partecipanza, nel 1932 il teatro passa al Comune. Gli spettacoli continuano fino al 1940. Nel secondo dopoguerra riprende la sua attività e contemporaneamente è oggetto di parziali interventi di riadattamento, quindi dal 1962 al 1985 è oggetto di numerose opere di manutenzione, infine nel 1986 si realizza un progetto di restauro e adeguamento normativo.

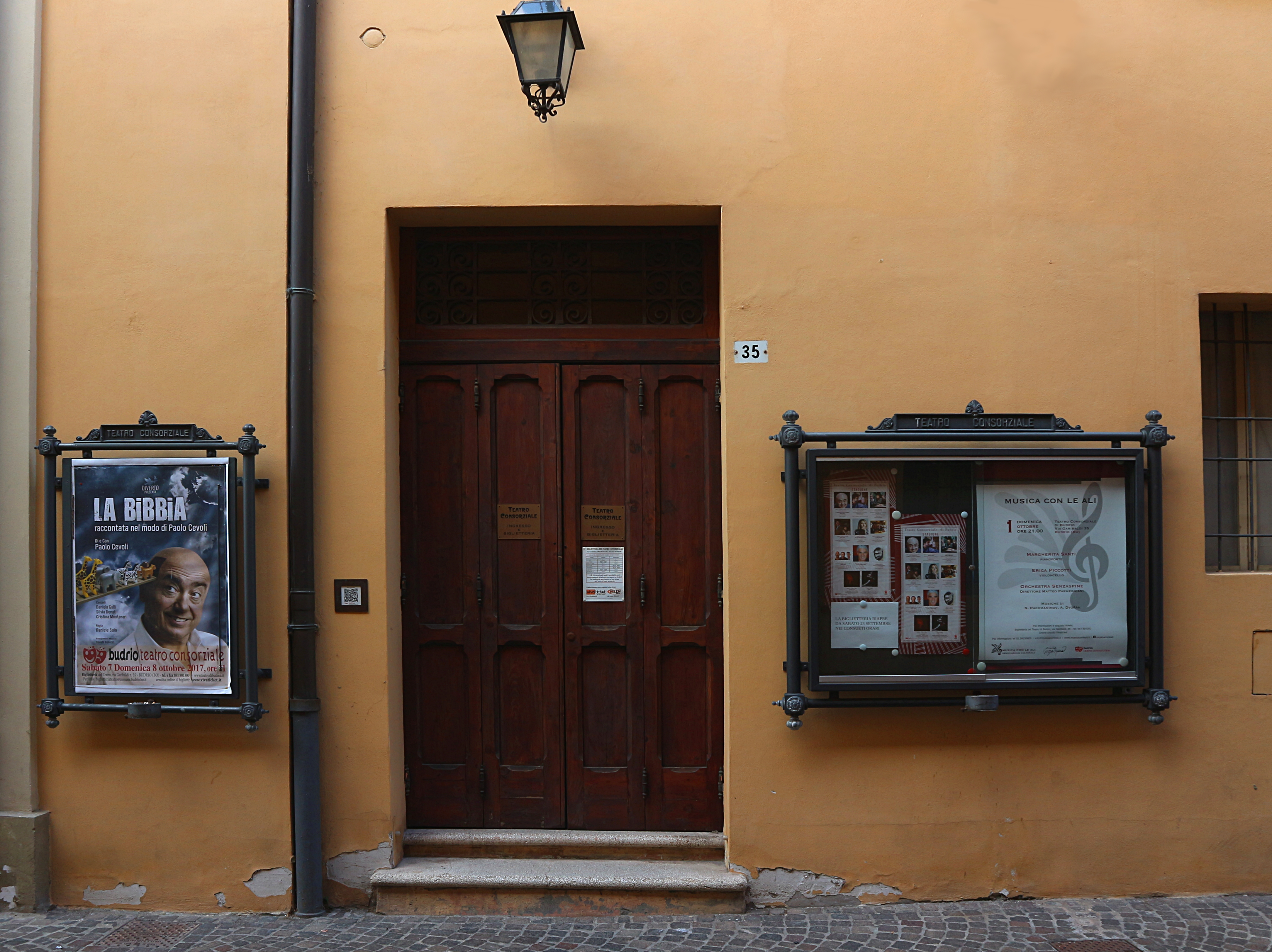
Ingresso del Teatro consorziale

Il teatro presenta ad ogni stagione un cartellone assai ricco che comprende spettacoli di prosa, concerti, operette, teatro comico, dialettale e per ragazzi. Negli anni 1990 nel foyer sono state allestite numerose mostre, di disegni in particolare, di autori quali Altan, Nespolo, Hugo Pratt, Quino, Marcenaro, Chiappori e dell'argentino Roggerone. È seguito un periodo espositivo di manifesti realizzati da artisti del '900 dedicati a grandi protagonisti della scena, quali per esempio il baritono Anselmo Colzani, il soprano Renata Tebaldi, l'attrice Valeria Moriconi. 

### XXI secolo
Nel XXI secolo l'attività espositiva è più saltuaria. Nell'ottobre 2006 ha luogo una mostra di Tonino Guerra e in seguito una mostra dedicata ad Alida Valli. Nel 2003 l'esterno è oggetto di un restauro conservativo. Sono state inoltre apportate modifiche agli spazi interni dedicati all'ingresso, biglietteria e caffè del teatro.
Il 14 dicembre 2018 il sindaco in carica, Maurizio Mazzanti, ne decreta la chiusura temporanea a tempo illimitato.
A giugno 2022, il concerto della locale associazione culturale e scuola di musica “Diapason” decreta la riapertura del teatro dopo quasi quattro anni e numerosi interventi di messa a norma dell’illuminazione, dell’impianto antincendio e delle balaustre. Dopo la riapertura, il teatro ospita numerosi concerti e spettacoli. Oltre al già citato Diapason, all’interno del teatro hanno lavorato, tra gli altri, Virginia Raffaele, i Modena City Ramblers ed Elio di Elio e le Storie Tese.